# دوست خیالی (رمان)
دوست خیالی (انگلیسی: Imaginary Friend) یک رمان آمریکایی نوشته استیون شباسکی است که نخستین‌بار در اکتبر سال ۲۰۱۹ توسط گرند سنترال پابلیشینگ منتشر شد، این دومین رمان شباسکی که به فاصله ۲۰ سال از رمان نخستش، یعنی مزایای گوشه‌گیر بودن منتشر شد. دوست خیالی نقدهای بسیار مثبتی دریافت کرد و رتبه نخست فهرست کتاب‌های پرفروش نیویورک تایمز را به خود اختصاص داد.